# Kerbdog

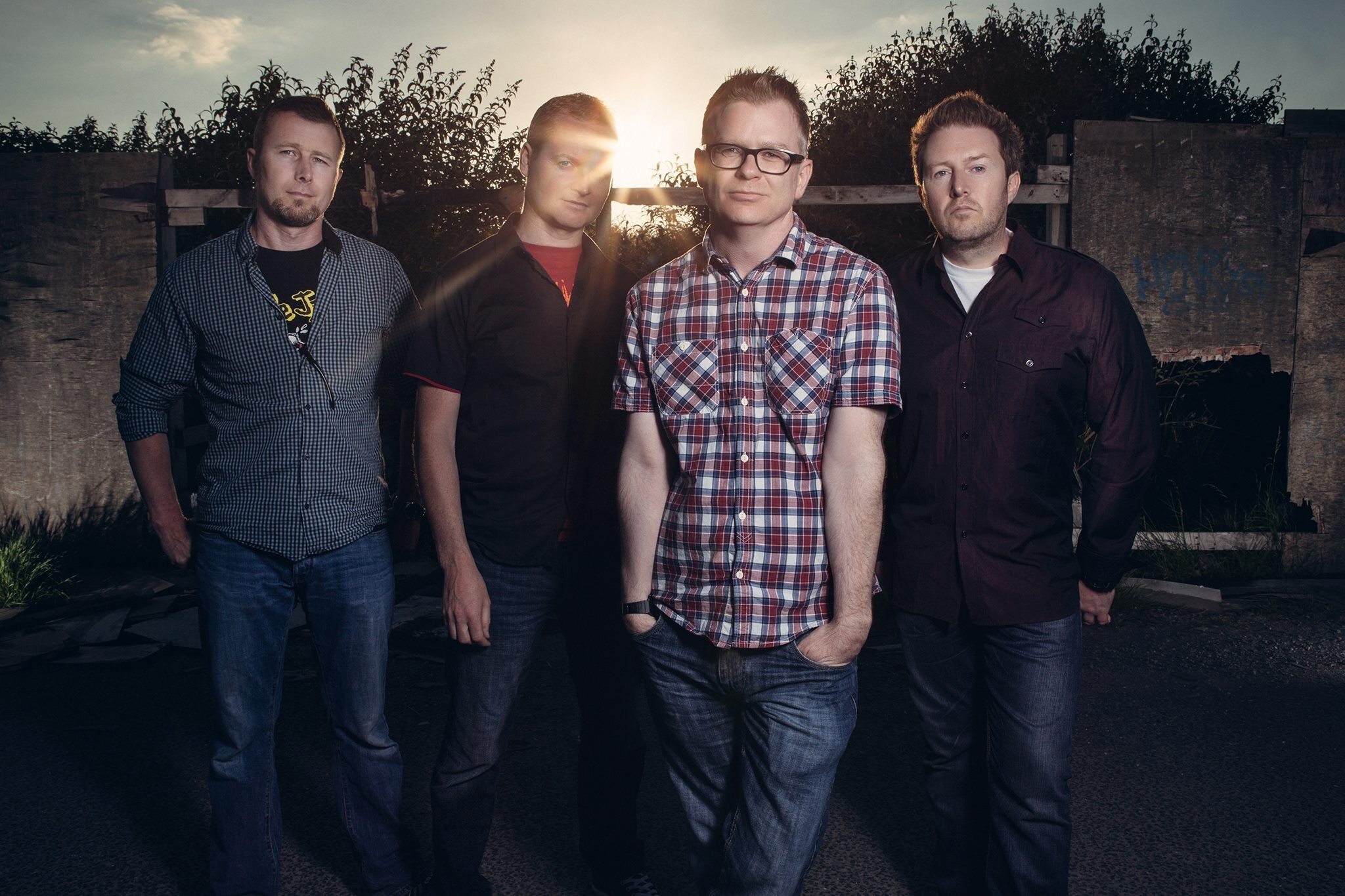
Banda Kerbdog

Kerbdog fue una banda de rock alternativo originaria de Kilkenny, Irlanda, formada en 1991. Tras dos álbumes lanzados en Mercury Records, la banda se separó en 1998. Entre el 2005 y 2008 la banda se reformó para una serie de conciertos fijos en Irlanda e Inglaterra, sin adelantar planes de reunión. Aunque la carrera de la banda fue corta, su legado y popularidad es amplio y reconocido.

## Formación (1991-1992)
Originalmente llamado Rollercoaster, Kerbdog se formó en 1991 por Cormac Battle (voz y guitarra), Colin Fennelly (bajo) y Darragh Butler (batería) mientras asistían al Kieran's College en secundaria. Iban a obtener sus títulos, pero le dedicaban más tiempo a la música que a los estudios. Sus primeros shows consistían principalmente en versiones de Sonic Youth, Loop, Spaceman 3 y Fudge Tunnel. Al igual que Rollercoaster, pasaron un año en Londres; sin embargo, no generaron interés de la prensa musical del Reino Unido y regresaron a Kilkenny.
Billy Dalton se unió a la banda a principios de 1992 como segundo guitarrista; su afición por las bandas de heavy metal como Metallica y Slayer complementó el interés de Battle con el underground británico y neoyorquino. Al reconocer influencias dispares y un potencial creativo, los miembros de la banda Cormac, Colin, y Darragh abandonaron el colegio, mientras que Billy dejó su trabajo como chófer de camiones en la próspera compañía de minerales de su familia. Es aquí cuando cambiaron su nombre a Kerbdog, en honor al equipo californiano de BMX con el que ellos estaban obsesionados.
"Estuvimos muy metidos en BMX como niños y esos tipos fueron nuestros héroes" Darragh Butler - Kilkenny People newspaper, 2010.
Después de telonear a Therapy? en el Kilkenny's New Park Inn (desde que se demolió) en febrero de 1992, la banda sugirió a Kerbdog a que grabaran y mandaran demos a compañías discográficas. El cuarteto grabó su primer demo en Dublín en verano. Un par de canciones aparecieron como lados B en su sencillo debut Earthworks en Vertigo Records. Un segundo demo fue grabado en diciembre, donde se produjo la versión de Earthworks que se convirtió en el mencionado sencillo.

## Álbum debut (1993-1995)
A principios de 1993, Kerbdog firmó con Mercury Records, subsidiaria de Vertigo Records. En ese verano, Kerbdog grabó su homónimo álbum debut en Rockfield Studios en Gales, durante el cual Sepultura fueron también a grabar su disco de 1993 Chaos A.D.. El álbum fue producido por Jack Endino, quien ayudó a pavimentar el sonido grunge de Seattle junto con Sub Pop. Endino también tuvo un notable trabajo con Nirvana, Babes in Toyland, Soundgarden, Mudhoney, Tad y Gruntruck. Mientras grababan, Kerbdog planeó un mayor tour por clubes británicos. Un apoyo de invierno en el tour de los británicos The Almighty, lo que les consiguió exposición y promovió su segundo sencillo End Of Green.
En 1994 tuvieron una serie de conciertos con el apoyo de sus compañeros rockeros irlandeses Therapy?. El álbum debut fue lanzado ese año con gran éxito, y dos sencillos más, Dry Riser y Dummy Crusher, fueron lanzados. Al final se ubicaron en el top 40, apareciendo en la lista de chart semanal del show televisivo de música británica Top of the Pops.

## Segundo álbum y separación (1996-1998)
A principios de 1996, Mercury Music Group fue comprado por PolyGram Records, y Kerbdog se cambió a Fontana Records, discográfica hermana de Vertigo en PolyGram. En primavera, la banda volvió al estudio de grabación para trabajar en su segundo álbum. Producido por GGGarth, conocido en Rage Against the Machine, On The Turn fue grabado en Los Ángeles.
Billy salió de Kerbdog unos pocos meses después de que la banda regresara de Los Ángeles, después de completar el disco. JJ's Song fue lanzado en un EP de edición limitada, precedente del sencillo Sally, lanzado en septiembre de 1996. A finales de 1996, la banda tuvo una ocasión para grabar una sesión para el show de Dave Fanning en la radio 2FM RTÉ. Las canciones grabadas fueron Sally, Hard To Live, Mexican Wave y Secure. Revistas de música como Kerrang y Metal Hammer llenaron de elogios a ambos álbumes de Kerbdog y fueron destacados frecuentemente. El editor de Kerrang pasó una semana con la banda en Kilkenny. Ganaron reputación rápidamente, la cual se mantuvo por un buen tiempo.
Desafortunadamente, el álbum sufrió reiterados retrasos antes de ser lanzado en el Reino Unido el 31 de marzo de 1997. Nunca vendió grandes cantidades como para satisfacer al sello discográfico. Kerbdog fueron sacados y su catálogo fue borrado en 1997. La banda siguió adelante sin sello discográfico por un año, pero se separaron y tocaron su último concierto en el Mean Fiddler en Temple Bar, Dublín, el 7 de marzo de 1998. El local vendió todo un día antes.

## Discografía

### Álbumes
- Kerbdog - (1994) (UK #97).
- On The Turn - (1997) (UK #64).

### Sencillos
- Earthworks - (1993)
- End of Green - (1993)
- Dry Riser - (1994) #60
- Dummy Crusher - (1994) #37
- JJ's Song - (1996) #139
- Sally - (1996) #69
- Mexican Wave - (1997) #49

- Datos: Q3776730